# Pueblo boor
El pueblo boor, también conocido como bwara o damraw, es una pequeña comunidad asentada en la población de Dumraw (Doumrao), en el tramo medio del río Chari, en Chad. Las fuentes difieren entre 100 y 300 individuos que mantienen su identidad étnica en torno al idioma boor, lengua afroasíatica emparentada con la de los miltu, sarua y gadang. Como la mayoría de estos pueblos, los boor están sufriendo la emigración de sus miembros a zonas urbanas. A consecuencia de este hecho, en general los niños están perdiendo su lengua nativa, según constatan varios estudios. El idioma boor está catalogado en peligro de extinción.
Las comunidades boor ocupan territorios de las subprefecturas de Bousso y Sarh Rural. En su mayoría son musulmanes.